# 水原薫
水原 薫（みずはら かおる、6月26日 - ）は、日本の女性声優。千葉県出身。

## 人物
デパートの店内アナウンスをしていた母親の影響で、喋る仕事に興味を持つ。放送業界関係者にスカウトを受け、声優業を始める。
3人兄妹の末っ子。
趣味・特技はビーズアクセサリー作り、ダーツ、食べ放題巡り、バドミントン。
秘書技能検定2級を取得している。早口言葉が苦手で、声優と呼ばれることに引け目を感じている。
好きなアニメは『聖闘士星矢』、『ついでにとんちんかん』。
一番好きなアーティストはGLAYで、ギターのHISASHIを崇拝している。他にaccess、L'Arc〜en〜Ciel、aikoなどを好む。尊敬する役者は市原悦子。
ラジオ番組に対して非常に強い思い入れを持っている。文化放送アナウンサー斉藤一美の番組『斉藤一美のとんカツワイド』を聴いてラジオ好きになり、ハガキ職人でもあった。
『月刊コミックラッシュ』で2009年8月号より、自身をモチーフとする漫画『声優劇場 パプリオーン! みずはらさん』の監修を行っている。
2010年6月26日、自身の誕生日と同時にTwitterデビュー。同年10月31日をもってデビューから所属していたメディアフォースを退所し、フリーとなる。その後、翌年5月1日から2015年4月までアクロス エンタテインメントに所属していた。
『らき☆すた』にて演じた日下部みさおは、例えば第18話でケーキを落とした際に発した「菌が付かないんだってば!」という台詞の語尾の「ば」が「ヴぁ」に聞こえるなど、全体的に舌足らずで愛嬌のある喋り方だったため、『らき☆すた キャラクターソング Vol.009 背景コンビ』では曲の後半でネタとして使われ、『キャラクターソング Vol.013 日下部みさお』では曲のタイトルになっている。
『かなめも』は、原作を読んでおり、自分がキャスティングされたことに驚いたという。そして、裏表を使い分けるリアリストな少女：天野咲妃役を演じた。

## 出演
太字はメインキャラクター。

### テレビアニメ
2006年
- 乙女はお姉さまに恋してる（下級生2、女子生徒）
- 恋する天使アンジェリーク〜心のめざめる時〜（少女）
- 爆球Hit! クラッシュビーダマン（月野春子、少年）

2007年
- こどものじかん（相田いつお、源すもも、女子生徒、男子生徒、男子生徒B）
- MOONLIGHT MILE 1stシーズン -Lift off-（竹永建設女性社員）
- らき☆すた（日下部みさお）

2008年
- 喰霊-零-（諫山黄泉）
- バトルスピリッツ 少年突破バシン（生徒B）

2009年
- かなめも（天野咲妃）
- キディ・ガーランド（サフィル）
- 空を見上げる少女の瞳に映る世界（戸部タカシ）
- 乃木坂春香の秘密 ぴゅあれっつぁ♪（楠本水面）
- プリンセスラバー!（竹園エリカ、店員）

2010年
- いちばんうしろの大魔王（神山カンナ）
- 裏切りは僕の名前を知っている（少年黒刀）
- オオカミさんと七人の仲間たち（一也）
- おまもりひまり（タマ）
- はなまる幼稚園（草野先生、蘭）
- パンティ&ストッキングwithガーターベルト（ゴーストC）
- 百花繚乱 サムライガールズ（2010年 - 2013年、柳生義仙） - 2シリーズ

2011年
- あの日見た花の名前を僕達はまだ知らない。（春菜、本間聡志）
- 神様のメモ帳（女の子B）
- gdgd妖精s（2011年 - 2013年、シルシル、ヒーローブルー、ファファ） - 2シリーズ
- C3 -シーキューブ-（宙城日向、本屋のおばちゃん、女子生徒、お姉さん、お年寄り、おばちゃん）
- SKET DANCE（木島、小野田、笛吹・弟〈子供時代〉）
- セイクリッドセブン（アルマ〈子供〉）
- 聖痕のクェイサーII（エドガー）
- 日常（吾妻、まさお、女子生徒、まーちゃん、みーちゃん、キヨシ、中村先生、黒猫、新田、長谷川、コンビニ店員）
- 花咲くいろは（老婦人の娘、押水智也、仲居A、旅館客A）
- 緋弾のアリア（女子生徒A）
- BLEACH（鰻屋馨）
- ベン・トー（生徒会A、アナウンス、ナースA）
- 放浪息子（二宮文弥、佐々の母、女子生徒B）
- ほんとにあった!霊媒先生（木林呪理、黒ねこ、女子E、高貴な女子、警察官、店のおばちゃん）
- 魔乳秘剣帖（魔乳影房）
- 未来日記（天野礼亜）

2012年
- うぽって!!（兄）
- SKET DANCE（OL、ウェイトレス）
- 聖闘士星矢Ω（栄斗〈幼少〉）
- それいけ!アンパンマン（ネコ美）
- ハイスクールD×D（バイサー）
- モーレツ宇宙海賊（ルカ）

2013年
- ガラスの仮面ですがZ（青木麗、乙部のりえ）
- フォトカノ（紅林かつみ、TVのアナウンサー）
- まおゆう魔王勇者（羽妖精A）
- 夜桜四重奏 〜ハナノウタ〜（狂巻ざくろ）

2014年
- てさぐれ!部活もの シリーズ（2014年 - 2015年、渡辺美桜） - 2シリーズ
- 東京ESP（ペギー、諫山黄泉）

2015年
- パンパカパンツ シリーズ（2015年 - 2017年、プーニャン、おかあさん） - 3シリーズ

2016年
- はがねオーケストラ（カコ）
- ベルセルク（パック）

2018年
- ひもてはうす（紐手ときよ）

### 劇場アニメ
- Genius Party「夢見るキカイ」（2007年、赤ちゃん）
- Genius Party BEYOND（2008年、女、犬）
- 天上人とアクト人最後の戦い（2009年、戸部タカシ）
- 劇場版 花咲くいろは HOME SWEET HOME（2013年、押水智也）
- 劇場版 あの日見た花の名前を僕達はまだ知らない。（2013年、本間聡志）
- えいがパンパカパンツ バナナン王国の秘宝（2014年、プーニャン、おかあさん[18]）
- 劇場版gdgd妖精sっていう映画はどうかな…?（2014年、シルシル[19]）
- モーレツ宇宙海賊 ABYSS OF HYPERSPACE -亜空の深淵-（2014年、ルカ[20]）
- 心が叫びたがってるんだ。（2015年、春菜）

### OVA
- らき☆すたOVA（オリジナルなビジュアルとアニメーション）（2008年、日下部みさお）
- こどものじかん 2学期（2009年、相田いつお、源すもも 他）
- 夜桜四重奏 〜ホシノウミ〜（2010年、狂巻ざくろ）
- ナナとカオル（2011年、千草奈々）
- 乃木坂春香の秘密 ふぃな〜れ♪（2012年、楠本水面）

### ゲーム
時期不明
- ドラゴニア（アナウンサー）

2007年
- 新生ROHAN（メイドたん）
- 萌え萌え2次大戦（略）☆デラックス（燕）
- らき☆すたの森（日下部みさお）

2008年
- らき☆すた 〜陵桜学園 桜藤祭〜（日下部みさお）

2009年
- アガレスト戦記ZERO（ミーメル）
- Bloody Call（秀真凛）
- 萌え萌え2次大戦（略）2[chu〜♪]（燕）
- らき☆すた ネットアイドル・マイスター（日下部みさお）

2010年
- アガレスト戦記ZERO Dawn of War（ミーメル）
- 絶対迷宮グリム 〜七つの鍵と楽園の乙女〜（いばら姫）
- 東京鬼祓師 鴉乃杜學園奇譚（日向輪、富樫刑事）
- burst error -EVE The 1st.-（御堂真弥子）
- マジカ★マジカ（楠本小鳥）

2011年
- クイーンズゲイト スパイラルカオス（ヒュミナ）
- 絶対迷宮グリム・ディレクターズカット版 〜七つの鍵と楽園の乙女〜（いばら姫）
- とある科学の超電磁砲（二石香車）
- 謎惑館 〜音の間に間に〜（トリマー）
- 日常（宇宙人）（中村先生）

2012年
- unENDing Bloody Call（秀真凛）
- フォトカノ（紅林かつみ）
- リング☆ドリーム（田中えり子、赤津ちか）

2013年
- ELSWORD（バポル）
- 幻獣姫（ヴァルキリー、ゴブリン）
- 青春姫 SCHOOL PRINCESS（贄原レミ）
- フォトカノ Kiss（紅林かつみ）
- 魔女と百騎兵（百騎兵、リューベンス）

2014年
- 乖離性ミリオンアーサー（ガーロン、ダーマス、グルアガッハ）
- コアマスターズ（ウンバクンバ）
- ファントム オブ キル（ガンバンテイン）
- ぷよぷよテトリス（ティ）

2015年
- エビコレ フォトカノ Kiss（紅林かつみ）
- 魔女と百騎兵 Revival（百騎兵）

2016年
- ベルセルク無双（パック）

2017年
- 魔女と百騎兵2（百騎兵）

2020年
- 百花繚乱 -パッションワールド（柳生義仙）
- ぷよぷよテトリス2（ティ）

### ドラマCD
2005年
- だまされても好きなひと（女教師）

2006年
- ドラマCD 乙女はお姉さまに恋してる シーズン03、04（2006年 - 2007年）

2007年
- イジノカテノカ（早乙女実里子）
- 是 -ZE- 2（並川千鳥）
- ゼロイン FUJIMI限定ver.（氏家綾）
- 大正野球娘。 乙女たちのハイキング（川島乃枝）
- 毎日新聞1000大ニュースDXパック ラジオCD『ラジオDX 下田麻美と水原薫のanytime ちくわぶ★』（ニッチ）

2008年
- おとまりHONEY（間宮先生）
- 学園創世 猫天!（上村菜々子）
- 天才ファミリー・カンパニー Vol.1、2（アメリア・ワイズマン）
- なまコイ（アニマ・ムンディ）
- バカとテストと召喚獣 vol.1、2（木下秀吉、木下優子）
- ヘタリア ドラマCD〜プロローグ2〜（女性）
- 優しくて棘があるDANGER〜愛はすべてを奪い合う〜（メイド）
- らき☆すた ドラマCD（ドラマがコンプリートなディスク）（日下部みさお）
- ラジオDX セガダイレクトさよならCD Tschuess! セガダイレクト最後の聖戦!（ニッチ）

2009年
- これはゾンビですか?（ハルナ）
- そこはぼくらの問題ですから（香坂志乃）
- DARLING 2（看護士、女子）
- たなくま7th〜萌－1グランプリ、俺たちの闘いはこれからだ！（ニッチ）
- 森口織人の陰陽道 ドラマCD（あかなめ）

2010年
- アニコイ〜ANIme mitaina KOI shitai!〜（朝妻世継）
- かみせん。（泉実裕次郎）
- たなくま8th! 俺、このCDが完成したら、田舎でメイド喫茶を開こうと思うんだ（死亡フラグ）（ニッチ）
- 東京鬼祓師 鴉乃杜學園奇譚 ドラマCD 第壱巻（日向輪）
- ヤンデレ惨 〜ヤンデレの女の子に死ぬほど愛されて眠れないCD3〜（ユーミア）

2011年
- L♥DK（宏太）※コミックス第8巻ドラマCD付き特装版

2012年
- ナナとカオル（千草奈々）
- まおゆう魔王勇者5 あの丘の向こうに ドラマCD付き特装版（妖精B）
- 魔術士オーフェン しゃべる無謀編1（ベリーヌ・マインソン）

2013年
- 神様はじめました ドラマCD「神様、鞍馬山へいく」（千代丸）※『花とゆめ』2013年19号付録

2014年
- アニメ『宮河家の空腹』ドラマCD「陵桜学園高等学校文化祭は大パニックかも」（日下部みさお）

### モーションコミック
- それでも町は廻っている（2013年、針原春江）

### 吹き替え

#### 映画
- コードネーム・イーグル（女性兵士）
- サイボーグ・シティ（KJ）
- ザ・チェーンソー・スラッシャー（マヤ）
- ザ・デジャヴ（ナディーン）
- SUB ZERO（タマラ）
- デスバーガー（キャリー、ティナ）
- トレジャー・オブ・パイレーツ（秘書）

#### 海外ドラマ
- 危険な逃亡者（サラ、看護士）
- CSI:11 科学捜査班（アリサ）
- 戦場のキックオフ（リュドヴィック）
- 孫子兵法（孟嬴、翟芊）

#### 海外アニメ
- レゴ ニンジャゴー 〜スピン術バトルの使い手〜（コール）

### ラジオ
※はインターネット配信。
- 智一&璐美のラジオ腐りかけ!（第17 - 24回アシスタント）
- 新らっきー☆ちゃんねる（アシスタント2号）
- 「喰霊-零-」超自然災害ラジオ対策室（2008年 - 2009年、ランティスウェブラジオ※）
- ラジオどっとあい 水原薫のくしカツワイド（2009年、BBQR※・超!A&G+※・ニコニコアニメチャンネル※）
- 英雄戦記レーヴァテイン ユーラメカ見聞録（2009年、電撃オンライン特設サイト※）
- 水原薫の今夜もパプリオーン（2010年、超!A&G+※）

#### ラジオCD
- TVアニメ『喰霊-零-』超自然災害ラジオ対策室 DJCD（全3巻、2009年）

### ナレーション
- エンジニアへの未来〜モノづくりが教えてくれたこと〜（BSフジ）
- メイフマスターズ CM

### パチンコ・パチスロ
- CR百花繚乱 サムライガールズ（2013年、柳生義仙）
- CRぱちんこRio -Rainbow Road-（2014年、アーデルハイド[34]）
- パチスロ百花繚乱 サムライガールズ（2015年、柳生義仙）

### 映像商品
- らき☆すた in 武道館 あなたのためだから（2009年12月25日）
- 喰霊-零- THE LIVE DVD（2010年7月23日）
- 水原薫の今夜もパプリオーン DVD

### その他コンテンツ
- ひなビタ♪（霜月凛）

## ディスコグラフィ

### シングル
| 枚  | 発売日         | タイトル           | 規格品番  | オリコン 最高位 |
| --- | -------------- | ------------------ | --------- | --------------- |
| 1st | 2008年11月26日 | 夢の足音が聞こえる | LACM-4550 | 79位            |

### タイアップ曲
| 楽曲               | タイアップ                                 | 時期   |
| ------------------ | ------------------------------------------ | ------ |
| 夢の足音が聞こえる | テレビアニメ『喰霊-零-』エンディングテーマ | 2008年 |

### キャラクターソング
| 発売日   | 商品名 | 歌                                                               | 楽曲 | 備考                                                         |
| 2007年   | 2007年 | 2007年                                                           | 2007年 | 2007年                                                       |
| -------- | --- | ---------------------------------------------------------------- | --- | ------------------------------------------------------------ |
| 10月31日 | らき☆すた キャラクターソング Vol.009 背景コンビ                                                                      | 日下部みさお（水原薫）、峰岸あやの（相沢舞）                     | 「“ラ”はらき☆すたの“ラ”」 「背景放題やりほーだい? 」                                                                | テレビアニメ『らき☆すた』関連曲                              |
| 2008年   | |                                                                  | |                                                              |
| 3月26日  | らき☆すた キャラクターソング Vol.013 日下部みさお                                                                    | 日下部みさお（水原薫）                                           | 「すげえんだって・ヴァ!」 「だよな3秒たまには5秒」                                                                  | テレビアニメ『らき☆すた』関連曲                              |
| 2009年   | |                                                                  | |                                                              |
| 2月4日   | 喰霊-零- キャラクターソング Vol.1 土宮神楽&諌山黄泉                                                                  | 土宮神楽（茅原実里）、諌山黄泉（水原薫）                         | 「ふたりしかいなかった」 「sentimental cool」                                                                       | テレビアニメ『喰霊-零-』関連曲                               |
| 8月5日   | 君へとつなぐココロ                                                                                                   | 中町かな（豊崎愛生）、天野咲妃（水原薫）、久地院美華（釘宮理恵） | 「君へとつなぐココロ」                                                                                              | テレビアニメ『かなめも』オープニングテーマ                   |
| 8月5日   | 君へとつなぐココロ                                                                                                   | 中町かな（豊崎愛生）、天野咲妃（水原薫）、久地院美華（釘宮理恵） | 「WAKE ME UP(^_-)b!」                                                                                               | WEBラジオ『早寝早起き!かなめもらじお』テーマソング           |
| 9月9日   | 「かなめも」キャラクターソング＆オリジナルサウンドトラックアルバム「かなめろ」                                       | 天野咲妃（水原薫）                                               | 「ペカっと 朝顔スマイル」                                                                                           | テレビアニメ『かなめも』関連曲                               |
| 9月9日   | 「かなめも」キャラクターソング＆オリジナルサウンドトラックアルバム「かなめろ」                                       | 風新新聞専売所員with久地院美華                                   | 「最新ニュースを待っててね。〜風新新聞専売所のテーマ〜」                                                            | テレビアニメ『かなめも』関連曲                               |
| 9月9日   | 「かなめも」キャラクターソング＆オリジナルサウンドトラックアルバム「かなめろ」                                       | 働く少女達                                                       | 「働く少女♪」 | テレビアニメ『かなめも』関連曲                               |
| 2010年   | |                                                                  | |                                                              |
| 2月22日  | 萌え戦略コンピレーションCD(略) -だと短いから、ハガネノオトメが生マレタ理由は愛をMotto!トキ☆メイチュウ、だと長いから- | 燕（水原薫）、スチュアート（狛乃ハルコ）、ムスタング（高城みつ） | 「ハガネノオトメ -鋼の乙女 ver-」                                                                                   | PS2・PSP用ゲーム『萌え萌え2次大戦(略)』オープニングテーマ    |
| 3月31日  | はなまるなベストアルバム childhood memories                                                                          | 草野先生（水原薫）、川代先生（若林直美）                         | 「Yes, We Can!!」                                                                                                   | テレビアニメ『はなまる幼稚園』エンディングテーマ             |
| 4月21日  | キディ・ガーランド キャラクターソング Vol.5 Saphir&Rubis Cold flame                                                  | サフィル（水原薫）/ リュビス（斎藤楓子）                         | 「Cold flame」 「private show」                                                                                     | テレビアニメ『キディ・ガーランド』関連曲                     |
| 8月27日  | 絶対迷宮グリム 〜七つの鍵と楽園の乙女〜 キャラクターコンセプトCD Vol.7 LOVE☆いばら道 〜いばら姫〜                    | いばら姫（水原薫）                                               | 「LOVE☆いばら道 〜いばら姫〜」                                                                                      | PSP用ゲーム『絶対迷宮グリム 〜七つの鍵と楽園の乙女〜』関連曲 |
| 2011年   | |                                                                  | |                                                              |
| 10月26日 | 日常のキャラクターソング その9 ラスト5パーソン                                                                       | 中村かな（水原薫）                                               | 「中村先生の科学の名のもとに!」                                                                                     | テレビアニメ『日常』関連曲                                   |
| 2013年   | |                                                                  | |                                                              |
| 1月25日  | gdgd妖精s アルバムCD おいでよ!妖精の森                                                                               | gdgd妖精s                                                        | 「おいでよ!妖精の森」 「続・おいでよ!妖精の森」 「ぐだぐだ言ってんじゃねぇ!」                                       | テレビアニメ『gdgd妖精s』オープニングテーマ                  |
| 1月25日  | gdgd妖精s アルバムCD おいでよ!妖精の森                                                                               | gdgd妖精s                                                        | 「Eternal」 「きっとまた会える」                                                                                    | テレビアニメ『gdgd妖精s』エンディングテーマ                  |
| 1月25日  | gdgd妖精s アルバムCD おいでよ!妖精の森                                                                               | シルシル（水原薫）                                               | 「ぐだって ぽよって」                                                                                               | テレビアニメ『gdgd妖精s』エンディングテーマ                  |
| 9月18日  | ひなビタ♪ ORIGINAL SOUNDTRACK                                                                                        | 霜月凛（水原薫）                                                 | 「虚空と光明のディスクール」                                                                                        | 『ひなビタ♪』関連曲                                          |
| 9月18日  | ひなビタ♪ ORIGINAL SOUNDTRACK                                                                                        | 日向美ビタースイーツ♪                                            | 「凛として咲く花の如く〜ひなビタ♪ edition〜」                                                                       | 『ひなビタ♪』関連曲                                          |
| 12月29日 | CR百花繚乱 サムライガールズ オリジナルサウンドトラック                                                               | 柳生義仙（水原薫）                                               | 「only flower」 | パチンコ『CR百花繚乱 サムライガールズ』関連曲                |
| 2014年   | |                                                                  | |                                                              |
| 11月12日 | 東京ESP キャラクターソングアルバム 歌うESP                                                                           | 江戸山紫（田所あずさ）、ペギィ（水原薫）                         | 「PePeGa Kueh! Kueh!」                                                                                              | テレビアニメ『東京ESP』関連曲                                |
| 2016年   | |                                                                  | |                                                              |
| 2月17日  | Five Drops 05 -bergamot mint- 霜月凛                                                                                 | 霜月凛（水原薫）                                                 | 「虚空と光明のディスクール」 「フラッター現象の顛末と単一指向性の感情論」 「黒髪乱れし修羅となりて〜凛edition〜」他 | 『ひなビタ♪』関連曲                                          |

## 書籍
- 声優劇場 パプリオーン! みずはらさん（『月刊コミックラッシュ』2009年8月号 - 2011年1月号、監修担当、漫画：今野隼史）